# Clara Meijer-Wichmann Penning
De Clara Meijer-Wichmann Penning wordt jaarlijks uitgereikt aan een persoon of organisatie die bijzondere erkenning verdient voor zijn of haar inzet voor de verdediging van de rechten van de mens, met name in Nederland.
De Penning wordt sinds 1988 toegekend door de Liga voor de Rechten van de Mens, vanaf 2003 samen met de stichting J'accuse. De uitreiking vindt plaats op 10 december, de Dag van de Rechten van de Mens.
De Penning is genoemd naar Clara Meijer-Wichmann (1885-1922), een Nederlandse juriste en publiciste.

## Prijswinnaars
- 1988 - Maviye Karaman Ince

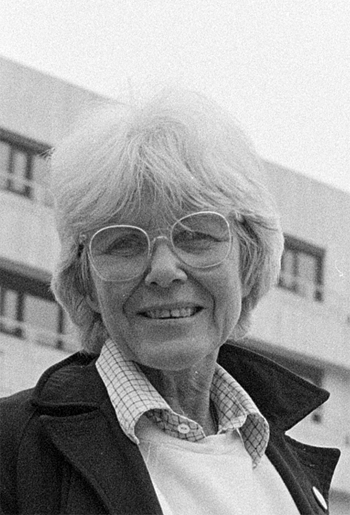
Hedda van Gennep (1989)

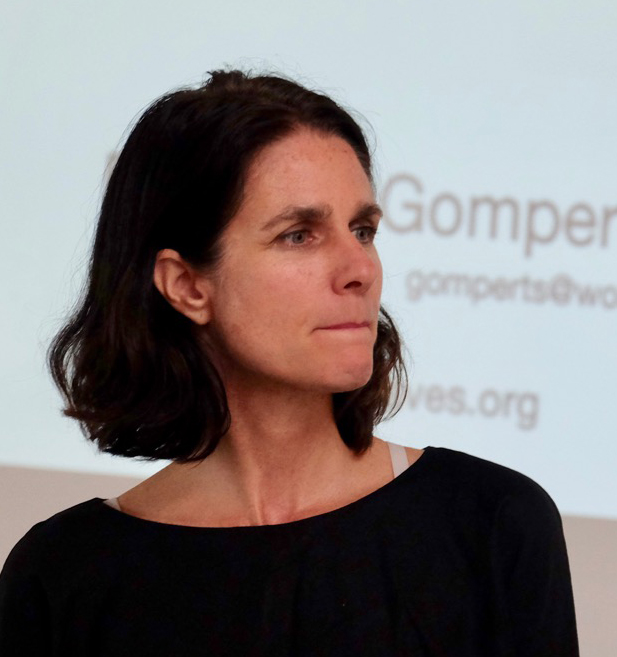
Rebecca Gomperts (2017)

- 1989 - Marjolein de Vries en Hedda van Gennep
- 1990 - Anneke Jos Mouthaan
- 1991 - Miek de Langen
- 1992 - Hans Visser
- 1993 - Lin Lap-Chew
- 1994 - Artsencollectief De Witte Jas
- 1995 - Domenica Ghdei Biidu
- 1996 - Thon Fikkerman
- 1997 - Abdou Menebhi
- 1998 - Frits ter Kuile
- 1999 - Jos Lander
- 2000 - Ricus Dullaert
- 2001 - Theo van Boven
- 2002 - Rebecca Gomperts & Gunilla Kleiverda
- 2003 - Mies Bouhuys
- 2004 - Andries van Dantzig
- 2005 - Britta Böhler
- 2006 - Mos Florie en Nico Sukel
- 2007 - gemeente Utrecht[1]
- 2008 - Arnold Karskens
- 2009 - Lorie Matulay
- 2010 - Rehab Bemoeizorgteam Mentrum
- 2011 - Liesbeth Zegveld
- 2012 - Eric De Vroedt[2]
- 2013 - Het team van de VARA-documentaireserie Uitgezet[3]
- 2014 -  El Mouthena initiatiefnemer en coördinator van de beweging “Wij zijn hier”.
- 2015 - Hajo Meyer (postuum)
- 2016 - Ewoud Butter als initiatiefnemer en hoofdredacteur van het weblog Republiek Allochtonië[4][5]
- 2017 - Marcella Kraay van het Reddingsteam op de Middellandse Zee van Artsen zonder Grenzen.
- 2018 - Radio La Benevolencija
- 2019 - Johan Vollenbroek
- 2022 - Chermaine Leysner, Renske Leijten en Pieter Omtzigt voor hun bijdrage in het opkomen voor de slachtoffers in het toeslagenaffaire.